# Solférino (stanice metra v Paříži)
Solférino je nepřestupní stanice pařížského metra na lince 12 v 7. obvodu v Paříži. Nachází se na křižovatce ulic Boulevard Saint-Germain, pod kterým vede linka metra, a Rue de Solférino.

## Historie
Stanice byla otevřena 5. listopadu 1910 jako součást prvního úseku linky A, kterou provozovala společnost Compagnie Nord-Sud, a která vedla od Porte de Versailles do Notre-Dame-de-Lorette. Z této doby pochází původní výzdoba. Stanice Solférino je jednou z mála, kde se dochoval charakteristický styl společnosti Nord-Sud. Po jejím sloučení se společností Compagnie du Métropolitain de Paris obdržela linka v roce 1930 číslo 12.

## Název
Jméno stanice je odvozeno od názvu ulice Rue de Solférino, která byla pojmenována podle bitvy u Solferina z roku 1859, ve které francouzská vojska porazila Rakousko.
Na informačních tabulích je oficiální název stanice doplněn ještě podnázvem psaným malým písmem: Musée d'Orsay podle nedalekého významného muzea.

## Zajímavosti v okolí
- Musée d'Orsay